# 12771 Kimshin
12771 Kimshin eller 1994 GA1 är en asteroid i huvudbältet som upptäcktes den 5 april 1994 av de båda japanska astronomerna Kazuro Watanabe och Kin Endate vid Kitami-observatoriet. Den är uppkallad efter musikern Kim Shin.
Asteroiden har en diameter på ungefär 4 kilometer.